# Nitto Denko
Nitto Denko Corporation (日東電工株式会社, Nittō Denkō Kabushiki-gaisha) (TYO: 6988), mais conhecida por Nitto Denko, é uma companhia japonesa dedicada à produção de fitas adesivas, vinil, LCDs, isolamento, e vários outros produtos. Foi fundada em 1918 para produzir isolamento elétrico e sobreviveu a II Guerra Mundial, apesar da destruição de sua sede central.
Nitto Denko, grupo de origem japonesa, fundado em 1918, possui mais de 110 empresas ao redor do mundo. Tem em seu portifólio mais de 13.000 produtos desenvolvidos para os mercados automobilístico, industrial, construção civil, saúde, metalúrgico, elétrico e eletrônico. Empresa líder global no fornecimento de produtos como os filmes polarizadores para fabricação de LCD, pioneira no desenvolvimento de novos produtos, inventora da fita isolante e uma série de produtos de nicho de mercado. Na América Latina a Nitto Denko está desde o ano 2001, focando atualmente (2011) seu atendimento para os mercados de metal fabrication, automobilistico, eletrônicos, fabricantes de papel e telefones celulares. Sua sede para a América Latina fica na cidade de Santana de Parnaiba (SP) - Brasil.